# Yolande Moreau
Pour les articles homonymes, voir Moreau.
Yolande Moreau, née le 27 février 1953 à Bruxelles, est une comédienne et réalisatrice belge.
Elle est d'abord connue comme membre de la série télévisée Les Deschiens.
Elle est lauréate de trois César : meilleur premier film en 2005 pour Quand la mer monte... et meilleure actrice, pour le rôle d'Irène dans ce même film, puis pour celui de Séraphine de Senlis dans Séraphine, en 2009. Elle est à ce jour la seule comédienne belge à avoir gagné deux fois cette récompense.

## Biographie

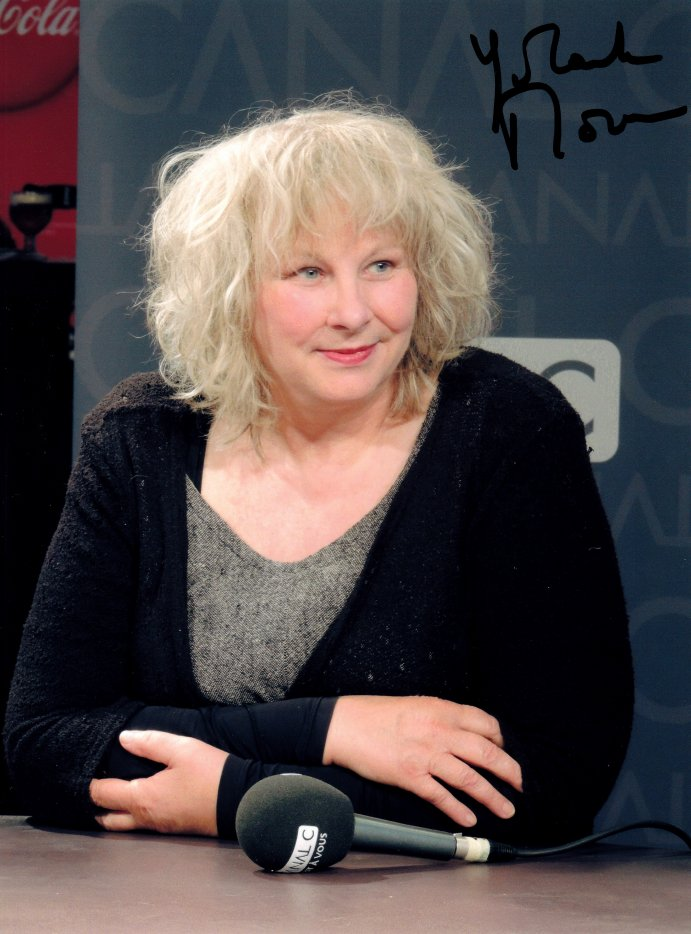
Yolande Moreau en 2013 au FIFF de Namur.

Yolande Moreau est née  en 1953 à Bruxelles. Son père, wallon, est négociant en bois ; sa mère, flamande, est femme au foyer, Yolande est la deuxième de leurs quatre filles.
À vingt ans, seule avec deux enfants en bas âge, Yolande Moreau est embauchée dans un théâtre pour enfants de la ville de Bruxelles. Marquée par un spectacle de Zouc, elle décide de s'adresser au public adulte. Elle se rend à Paris en 2CV Citroën où elle suit un stage animé par Philippe Gaulier (ancien élève de l'école de théâtre Jacques Lecoq) axé sur le corps, le mime et le masque. Après ce stage, elle retourne à Bruxelles et présente, en 1982, son spectacle Sale affaire, du sexe et du crime, un spectacle solo dans lequel elle interprète, avec un masque hideux à grand nez pour accessoire, une femme qui vient de tuer son amant. Elle présente ce spectacle au Festival du rire de Rochefort où elle remporte le grand prix en 1982.
Agnès Varda lui offre ses premiers rôles au cinéma dans le court-métrage 7 p., cuis., s. de b., ... à saisir en 1984 puis, l'année suivante, dans Sans toit ni loi.
En 1989, Yolande Moreau rejoint la troupe de théâtre de Jérôme Deschamps et Macha Makeïeff, dont elle devient l'un des piliers. Des spectacles Lapin chasseur (1989), Les Pieds dans l'eau (1992), C'est magnifique (1994) au programme télévisé Les Deschiens (1993-2002), elle joue un personnage fruste et loufoque.
En 2001, elle interprète le personnage triste de Madeleine Wallace dans le film Le fabuleux destin d'Amélie Poulain de Jean-Pierre Jeunet, aux côtés d'Audrey Tautou.
En 2004, elle interprète et co-réalise avec Gilles Porte, Quand la mer monte... où elle joue le rôle, tiré de sa propre expérience, d'une comédienne-humoriste en tournée dans le Nord et en Belgique. Pour ce film, elle se voit décerner le prix Louis-Delluc du meilleur premier film puis les Césars de la meilleure première œuvre de fiction et de la meilleure actrice.
En 2008, elle rejoue Sale affaire, du sexe et du crime à l'occasion du Festival international de la bande dessinée d'Angoulême, dans une nouvelle mise en scène, illustrée en direct par le dessinateur Pascal Rabaté. Elle est également l'actrice vedette de Séraphine de Martin Provost, biographie filmée du peintre Séraphine de Senlis. Son interprétation lui vaut, en 2009, le César de la meilleure actrice pour la seconde fois de sa carrière.
Elle tient aussi, avec son compatriote Bouli Lanners, le haut de l'affiche de Louise-Michel, comédie sociale et burlesque de Benoît Delépine et Gustave Kervern. Elle y joue le rôle d'une ouvrière picarde qui propose à ses collègues de réunir leurs indemnités de licenciement pour payer un tueur professionnel chargé de liquider le patron qui vient de fermer leur usine. En 2010, elle joue dans Mammuth des mêmes réalisateurs, aux côtés de Gérard Depardieu et apparaît également dans Gainsbourg, vie héroïque de Joann Sfar. En 2011, elle retrouve le réalisateur Martin Provost qui lui offre, après Séraphine, le rôle principal d'Où va la nuit ; aux côtés de Pierre Moure, Édith Scob et Laurent Capelluto, elle interprète une femme battue, Rose Mayer, qui assassine son mari et part vivre avec son fils à Bruxelles. En 2012, elle interprète la mère de Noémie Lvovsky, brutalement replongée dans son adolescence des années 1980 dans le film Camille redouble.
En 2013, Yolande Moreau préside la 3e cérémonie des Magritte, une cérémonie annuelle pour distinguer les meilleures productions cinématographiques belges. Elle y remporte le Magritte de la meilleure actrice dans un second rôle pour Camille redouble. Cette même année elle réalise Henri, racontant la rencontre inattendue entre un restaurateur veuf et une handicapée mentale, présenté à la Quinzaine des Réalisateurs.
En 2016, elle tourne le documentaire Nulle part, en France sur les réfugiés de la « jungle de Calais », avec des poèmes de Laurent Gaudé lus par elle au montage.
En février 2019, Yolande Moreau enregistre un texte que Laurent Georjin a écrit pour elle, Sept moments avec Amîn, diffusé dans l'émission Par Ouï-dire le 29 avril 2019 sur La Première. C'est la première fois qu'elle enregistre un texte pour la radio. C'est cette même année que l'actrice signera un appel de Délit Solidaire, une association havraise pour l'accueil et la prise en charge des jeunes mineurs isolés issus de l'immigration.
Fin mai 2021, Yolande Moreau termine son second film réalisé par Chad Chenouga, Le Principal, aux côtés de Roschdy Zem,. En 2023, son nouveau film, La Fiancée du poète, embarque sur sa péniche des comédiens tels que Estéban, Sergi López, ses complices de toujours François Morel et Philippe Duquesne...

## Filmographie

### Actrice

#### Cinéma
- 1984 : 7 p., cuis., s. de b., ... à saisir (court-métrage) d'Agnès Varda : une domestique
- 1985 : Sans toit ni loi d'Agnès Varda : Yolande
- 1985 : Vivement ce soir de Patrick Van Antwerpen : une cliente
- 1989 : Le jour de congé (court-métrage) de Carole Laganière :
- 1992 : Les Amies de ma femme de Didier van Cauwelaert : la concierge
- 1992 : La Cavale des fous de Marco Pico : la conductrice du bus
- 1993 : Germinal de Claude Berri : la Levaque
- 1993 : Le Fils du requin d'Agnès Merlet : l'automobiliste
- 1995 : Le Hussard sur le toit de Jean-Paul Rappeneau : Mme Rigoard
- 1995 : Le bonheur est dans le pré de Étienne Chatiliez : Lucette
- 1995 : Les Trois Frères de Didier Bourdon et Bernard Campan : La patronne du PMU
- 1996 : La Belle Verte de Coline Serreau : la boulangère
- 1997 : Tout doit disparaître de Philippe Muyl : Irène Millard
- 1997 : Un air si pur... de Yves Angelo : Laure Surville
- 1998 : Que la lumière soit ! d'Arthur Joffé : Dieu la contractuelle
- 1998 : Pleine lune (Vollmond) de Fredi M. Murer : Marie Rochat
- 1999 : Merci mon chien de Philippe Galland : Marie-Do
- 1999 : L'Ami du jardin de Jean-Louis Bouchaud : Mme Pogut
- 1999 : Le Voyage à Paris de Marc-Henri Dufresne : la boulangère
- 1999 : Premier Noël (court-métrage) de Kamel Cherif : l'institutrice
- 2001 : Le Fabuleux Destin d'Amélie Poulain de Jean-Pierre Jeunet : Madeleine Wallace
- 2001 : Le Lait de la tendresse humaine de Dominique Cabrera : Babette
- 2002 : Une part du ciel de Bénédicte Liénard : Mme Pasquier
- 2002 : Un honnête commerçant de Philippe Blasband : l'inspectrice Chantal Bex
- 2003 : Bienvenue chez les Rozes de Francis Palluau : Marsanne
- 2003 : Corps à corps de François Hanss : l'institutrice
- 2003 : Joséphine (court-métrage) de Joël Vanhoebrouck :
- 2003 : Grand ciel (court-métrage) de Noël Alpi : Colette
- 2004 : Folle embellie de Dominique Cabrera : Hélène
- 2004 : Quand la mer monte... de Yolande Moreau et Gilles Porte : Irène
- 2005 : Ze Film de Guy Jacques : la femme Kodak
- 2005 : Le Couperet de Costa-Gavras : la préposée de la poste
- 2005 : Bunker Paradise de Stefan Liberski : Claire
- 2005 : Les Vacances de Noël de Jan Bucquoy : Elle-même
- 2006 : Enfermés dehors d'Albert Dupontel : Gina
- 2006 : Paris, je t'aime - 7e arrondissement (Tour Eiffel) de Sylvain Chomet : La mime
- 2006 : Je m'appelle Élisabeth de Jean-Pierre Améris : Rose
- 2007 : Une vieille maîtresse de Catherine Breillat : La comtesse d'Artelles
- 2007 : Vous êtes de la police ? de Romuald Beugnon : Christine Léger
- 2008 : Musée haut, musée bas de Jean-Michel Ribes : Madame Stenthels
- 2008 : Louise-Michel de Benoît Delépine and Gustave Kervern : Louise
- 2008 : Les Plages d'Agnès de Agnès Varda : Elle-même
- 2008 : Séraphine de Martin Provost :  Séraphine de Senlis
- 2009 : Incognito d'Éric Lavaine : Mme Champenard, la mère du batteur
- 2009 : Micmacs à tire-larigot de Jean-Pierre Jeunet : Tambouille
- 2010 : Gainsbourg (vie héroïque) de Joann Sfar : Fréhel
- 2010 : Mammuth de Benoît Delépine et Gustave de Kervern : Catherine Pilardosse
- 2010 : La Meute de Franck Richard : La Spack
- 2010 : Ya basta ! de Gustave Kervern : la caissière du musée
- 2011 : Où va la nuit de Martin Provost : Rose
- 2012 : Le Grand Soir de Benoît Delépine et Gustave de Kervern : la mère de la punkette
- 2012 : Camille redouble de Noémie Lvovsky : la mère de Camille
- 2012 : Dans la maison de François Ozon : les jumelles
- 2012 : Dessine-moi un bouton (court-métrage) de Gary Lebel : Selling Candy
- 2013 : Henri de Yolande Moreau : Tante Michelle
- 2013 : 9 Mois ferme d'Albert Dupontel : la mère de Bob
- 2014 : Ablations de Arnold de Parscau : l'assistante de Wortz
- 2014 : Brèves de comptoir de Jean-Michel Ribes : Madame Lamelle
- 2015 : Voyage en Chine de Zoltan Mayer : Liliane
- 2015 : Le Tout Nouveau Testament de Jaco Van Dormael : la femme de Dieu
- 2015 : L'Enfance d'un chef de Brady Corbet : la femme de ménage
- 2016 : Une vie de Stéphane Brizé : la baronne Adélaïde Le Perthuis des Vauds
- 2017 : De toutes mes forces de Chad Chenouga : Madame Cousin
- 2017 : Crash Test Aglaé d'Éric Gravel : Marcelle
- 2018 : I Feel Good de Benoît Delépine et Gustave Kervern : Monique Pora
- 2018 : Les Estivants de Valeria Bruni Tedeschi : Jacqueline
- 2019 : Rebelles d'Allan Mauduit : Nadine
- 2019 : Cleo d'Eva Cools : Jet
- 2020 : La Bonne Épouse de Martin Provost : Gilberte Van der Beck
- 2020 : Zaï zaï zaï zaï de François Desagnat : Jeanne Weber
- 2020 : Les Sans-dents de Pascal Rabaté : Calamity
- 2022 : En même temps de Benoît Delépine et Gustave Kervern : Madame Bianca
- 2022 : L'Envol de Pietro Marcello : Yolande
- 2023 : Le Principal de Chad Chenouga : Estelle
- 2023 : La Fiancée du poète d'elle-même : Mireille Stockaert
- 2023 : Captives d'Arnaud des Pallières : Camomille

#### Télévision
- 1990 : Les Compagnons de l'aventure : Lola et les sardines. la mère de Valérie (Episode 24 : "Chef de bande")
- 1991 : Navarro (épisode La mariée était en rouge) de Gérard Marx : la femme de chambre
- 1993 : La Lettre inachevée de Chantal Picault : Lydia
- 1993-2002 : Les Deschiens  : Yolande
- 1995 : L'Avocate (épisode Délit de fuite) de Michel Wyn et Philippe Lefebvre : Marie-Jo
- 1995 : Maigret (épisode Les Vacances de Maigret) de Pierre Joassin : Mme Popineau
- 1995 : Le Cheval de cœur de Charlotte Brandström : Josiane
- 1996 : Baloche de Dominique Baron : Jacqueline Van Bersen
- 1998 : Le Choix d'une mère de Tom Collins et Jacques Malaterre : Mme Parmentier
- 2001 : Sa mère, la pute de Brigitte Roüan : Annie
- 2002 : Le Champ Dolent, le roman de la Terre de Hervé Baslé : Louise
- 2004 : La vie est si courte de Hervé Baslé
- 2006 : Au crépuscule des temps de Sarah Lévy : Margoline Ekh
- 2006 : Le Cri de Hervé Baslé : Marie
- 2008 : Villa Marguerite de Denis Malleval : Adèle Grandclément
- 2017 : Capitaine Marleau (épisode Chambre avec vue) de Josée Dayan : Catherine Rougemont
- 2021 : Le Grand Restaurant : Réouverture après travaux de Romuald Boulanger
- 2024 : Je ne me laisserai plus faire de Gustave Kervern : Emilie

#### Clip
- 2021 : La Bête, vidéo-clip de la chanson de La Rue Kétanou

#### Doublage
- 2008 : Mia et le Migou de Jacques-Rémy Girerd : les Tantines / la sorcière
- 2009 : La Véritable Histoire du chat botté de Pascal Hérold, Jérôme Deschamps et Macha Makeïeff : la Reine
- 2012 : Cendrillon au Far West de Pascal Hérold : Felicity
- 2018 : Deux escargots s'en vont (court métrage d'animation) de Jean-Pierre Jeunet[17]
- 2018 : Raymonde ou l'Évasion verticale (court métrage d'animation) de Sarah Van Den Boom : Raymonde
- 2021 : Les Damnés de la Commune (téléfilm documentaire d'animation) de Raphaël Meyssan : Victorine Malenfant

### Réalisatrice

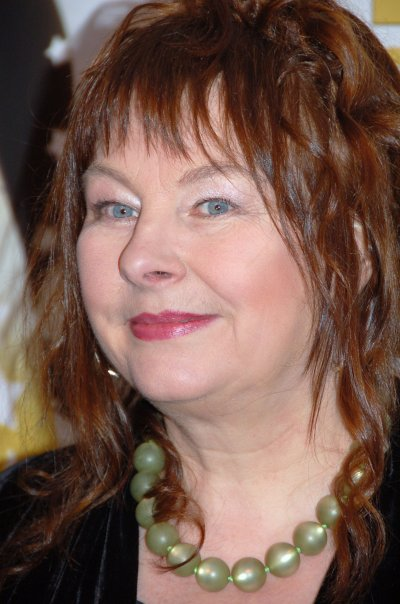
Yolande Moreau en 2009 à la cérémonie des Étoiles d'or du cinéma français.

- 2004 : Quand la mer monte... (coréalisé avec Gilles Porte)
- 2013 : Henri
- 2016 : Nulle part, en France (documentaire)[18]
- 2023 : La Fiancée du poète

## Théâtre
Yolande Moreau a joué dans une dizaine de pièces de théâtre.
- 1981-1986 : Sale affaire du sexe et du crime de Yolande Moreau, mise en scène Yolande Moreau
- 1986 : Sous-sol d'Arnold Boiseau, mise en scène Arnold Boiseau
- 1988 : Britannicus de Jean Racine, mise en scène Herbert Rolland
- 1989-1991 : Lapin chasseur de Jérôme Deschamps et Macha Makeïeff, mise en scène Jérôme Deschamps et Macha Makeïeff
- 1992-1993 : Les Pieds dans l'eau de Jérôme Deschamps et Macha Makeïeff, mise en scène Jérôme Deschamps et Macha Makeïeff
- 1993-1994 : Les Brigands de Jacques Offenbach, mise en scène Jérôme Deschamps et Macha Makeïeff
- 1994-1996 : C'est magnifique de Jérôme Deschamps et Macha Makeïeff, mise en scène Jérôme Deschamps et Macha Makeïeff
- 1997 : Les Précieuses ridicules de Molière, mise en scène Jérôme Deschamps et Macha Makeieff, Théâtre national de Bretagne
- 1999-2001 : Les Pensionnaires de Jérôme Deschamps et Macha Makeïeff, mise en scène Jérôme Deschamps et Macha Makeïeff
- 2000 : Les Précieuses ridicules de Molière, mise en scène Jérôme Deschamps et Macha Makeieff, Odéon-Théâtre de l'Europe
- 2007 : Sale affaire du sexe et du crime de Yolande Moreau, mise en scène Yolande Moreau, Théâtre du Rond-Point
- 2018-2019 : Prévert, spectacle musical consacré à Jacques Prévert, mise en scène Yolande Moreau & Christian Olivier, Théâtre du Rond-Point

## Distinctions
Sauf indication contraire, les informations mentionnées dans cette section peuvent être confirmées par les bases de données cinématographiques IMDb et Allociné,  présentes dans la section « Liens externes ».

### Récompenses
- Festival du rire de Rochefort 1982 : Premier prix pour Sale affaire du sexe et du crime[4]
- Festival international du film francophone de Namur 2004 : Bayard d'or de la meilleure comédienne[19] pour Quand la mer monte...
- Prix Louis-Delluc 2005 pour Quand la mer monte...[3]
- César 2005 : meilleure première œuvre de fiction et meilleure actrice pour Quand la mer monte...[3]
- Festival de la fiction TV de La Rochelle 2008 : meilleure interprétation féminine pour Villa Marguerite
- Festival du film francophone d'Angoulême 2008 : Valois de la meilleure actrice pour Séraphine[20]
- Lumières 2009 : meilleure actrice pour Séraphine[21]
- Étoiles d'or du cinéma français 2009 : meilleur premier rôle féminin français pour Séraphine
- César 2009 : meilleure actrice pour Séraphine[22]
- Los Angeles Film Critics Awards 2009 : meilleure actrice pour Séraphine[23]
- National Society of Film Critics Awards 2009 : meilleure actrice pour Séraphine[24]
- Magritte 2013 : meilleure actrice dans un second rôle pour Camille redouble[10]
- Festival du film francophone d'Angoulême 2023 : Valois du meilleur scénario pour La Fiancée du poète[25]

### Nominations
- Molières 2007 : meilleur spectacle seul(e) en scène
- Magritte 2011 : meilleure actrice pour Mammuth et meilleure actrice dans un second rôle pour Gainsbourg (vie héroïque)
- César 2013 : meilleure actrice dans un second rôle pour Camille redouble
- Magritte 2015 : meilleur film, meilleur réalisateur et meilleur scénario pour Henri
- Magritte 2016 : meilleure actrice pour Voyage en Chine et meilleure actrice dans un second rôle pour Le Tout Nouveau Testament
- César 2021 : meilleure actrice dans un second rôle pour La Bonne Épouse

### Décoration
- 2007 :  Officière de l'ordre de la Couronne[26]

## Publication
- Préface de l'ouvrage de Francis Delabre Capenoules!, éditions La Contre Allée, 2010  (ISBN 978-2-917817-02-5).

## Hommages
En 2010, l'ouvrage Drôles de femmes aux éditions Dargaud écrit par la journaliste Julie Birmant et illustré par Catherine Meurisse s'intéresse à Yolande Moreau, Anémone, Dominique Lavanant, Sylvie Joly, Florence Cestac, Michèle Bernier, Claire Bretécher, Tsilla Chelton, Maria Pacôme et Amélie Nothomb. Selon le magazine Le Nouvel Observateur : « dix artistes féministes livrent spontanément des pans de leur carrière, leurs histoires de famille, mais aussi leurs doutes. Très bavard, très touffu, ce livre est vraiment une réussite, et un bel hommage à des femmes atypiques ». La journaliste se rend chez Yolande Moreau qui « l'accueille dans son potager », et Catherine Meurisse, l'illustratrice, les rencontrera aussi, pour leurs représentations dessinées.
L'auditorium de l'Espace Philippe-Auguste de Vernon dans l'Eure porte le nom de "Théâtre Yolande Moreau" depuis le 7 octobre 2023.